# Vlag van Couvin
De vlag van Couvin is op onbekende datum bij raadsbesluit vastgesteld als de vlag van de Naamse gemeente Couvin. De vlag kan als volgt worden beschreven:
Gevierendeeld met geel en blauw, in het midden een zwart schild met een rood Latijns kruis belast met een gele luipaardkop met open mond.
De vlag komt overeen met het vlagontwerp van de Raad van Heraldiek en Vexillologie (Frans: Conseil d’héraldique et de vexillologie). De vlag is volledig gebaseerd op het gemeentewapen en ziet er dus helemaal hetzelfde uit.